# Дуншань (Чжанчжоу)
Дунша́нь (кит. упр. 东山, пиньинь Dōngshān) — уезд городского округа Чжанчжоу провинции Фуцзянь (КНР).

## История
Уезд был выделен из уезда Чжаоань в 1916 году.
Во время гражданской войны эти места были заняты войсками коммунистов лишь на её завершающем этапе, в конце 1949 — начале 1950 годов. В марте 1950 года был создан Специальный район Чжанчжоу (漳州专区), и уезд вошёл в его состав. В марте 1955 года Специальный район Чжанчжоу был переименован в Специальный район Лунси (龙溪专区). В сентябре 1970 года Специальный район Лунси был переименован в Округ Лунси (龙溪地区).
Постановлением Госсовета КНР от мая 1985 года округ Лунси был преобразован в городской округ Чжанчжоу.

## Административное деление
Уезд делится на 7 посёлков.

## Экономика
Вдоль побережья расположены цехи по обработке морепродуктов, ветряные электростанции и солнечная электростанция China Three Gorges Corporation.